# Chrysopa abbreviata
Chrysopa abbreviata là một loài côn trùng trong họ Chrysopidae thuộc bộ Neuroptera. Loài này được Curtis miêu tả năm 1834.